# Cheratodermia palmo-plantare epidermolitica
La cheratodermia palmo-plantare epidermolitica (o cheratodermia epidermolitica di Vörner) è un'anomalia della cheratinizzazione a trasmissione autosomica dominante che coinvolge principalmente i palmi delle mani e le piante dei piedi.

## Epidemiologia
È la forma più comune di cheratodermia diffusa palmo-plantare. Si sviluppa nell'infanzia. La prevalenza in Irlanda del Nord è di 4,4/100.000.

## Eziologia
La patologia è provocata da mutazioni in regioni altamente conservate del gene della cheratina 9 (KRT9), collocato sul cromosoma 17 nel locus 17q21, in particolare a livello dell'inizio e della terminazione dell'elica. È possibile che sia provocata anche da mutazioni nel dominio 1B o 2B della cheratina 1 (KRT1), il cui gene è sul cromosoma 12 nel locus 12q13.13. Le mutazioni determinano l'alterazione e l'aggregazione dei tonofilamenti nei cheratinociti della cute palmo-plantare, dove K9 è maggiormente espressa, ciò provoca una minore resilienza da parte del citoscheletro agli insulti esterni con ipercheratosi e formazione di bolle.

## Istopatologia
A livello dei cheratinociti soprabasali si riscontra marcata agglutinazione dei tonofilamenti, che formano spessi fasci ed aggregati con diverso orientamento, sono inoltre possibili inclusioni eosinofile tondeggianti oppure ovoidali nel citoplasma.

## Clinica
La patologia ha il suo esordio in età infantile, quasi sempre prima dei 3 anni. In età adulta si presenta con una diffusa ipercheratosi a livello palmare e soprattutto plantare, risparmiando la superficie dorsale di mani e piedi. Le lesioni sono spesso confluenti e con bordi netti ed eritematosi. Si possono sviluppare ragadi nelle pieghe cutanee e bolle. I capelli, i denti e le unghie sono normali.
Vedi anche Pachionichia congenita

## Diagnosi
L'esame istologico è necessario per confermare la patologia.

## Terapia
Si basa principalmente sulla somministrazione di retinoidi per via orale, utile anche il calcipotriolo topico. Si utilizzano anche cheratolitici ed emollienti.